# Druuna
Druuna – erotyczno-fantastyczna seria komiksowa, której twórcą jest włoski rysownik i scenarzysta Paolo Eleuteri Serpieri. Ukazywała się w oryginale francuskojęzycznym od 1985 do 2019 nakładem wydawnictw: Dargaud (tomy 1–2), Bagheera (tomy 3–8) i Glénat (tomy 0 i 9). Po polsku serię opublikowało wydawnictwo Kurc.
W 2022 nakładem wydawnictwa Glénat ukazał się pierwszy tom prequela serii, Druuna – Au commencement (pol. Druuna – Na początku), której autorami są scenarzysta Alessio Schreiner i rysownik Joseph Vigliolia, tworzący pod pseudonimem EON.  

## Fabuła
Akcja serii rozgrywa się w postapokaliptycznym świecie przyszłości, skażonym tajemniczym wirusem i zaludnionym przez ludzi, potwory i roboty, między którymi dochodzi do wybuchów niepohamowanej przemocy. Obdarzona urodą i skąpo ubrana (lub często całkiem rozebrana) kobieta imieniem Druuna stara się przetrwać w tym niebezpiecznych warunkach. Jest jednocześnie częstym obiektem seksualnych awansów różnych istot – sceny seksu mają tu często charakter pornograficzny.

## Tomy
| Tom                            | Wydanie polskie             | Wydanie oryginalne             | Uwagi                                                  |
| seria Druuna                   | seria Druuna                | seria Druuna                   | seria Druuna                                           |
| ------------------------------ | --------------------------- | ------------------------------ | ------------------------------------------------------ |
| 0                              | Anima: Początki (2016)      | Anima: Les Origines (2015)     |                                                        |
| 1                              | Morbus Gravis (2016)        | Morbus Gravis (1985)           | Po polsku tomy ukazały się w jednym wydaniu zbiorczym. |
| 2                              | Delta (2016)                | Druuna (1987)                  | Po polsku tomy ukazały się w jednym wydaniu zbiorczym. |
| 3                              | Stwór (2017)                | Creatura (1990)                | Po polsku tomy ukazały się w jednym wydaniu zbiorczym. |
| 4                              | Drapieżna (2017)            | Carnivora (1992)               | Po polsku tomy ukazały się w jednym wydaniu zbiorczym. |
| 5                              | Mandragora (2018)           | Mandragora (1995)              | Po polsku tomy ukazały się w jednym wydaniu zbiorczym. |
| 6                              | Aphrodisia (2018)           | Aphrodisia (1997)              | Po polsku tomy ukazały się w jednym wydaniu zbiorczym. |
| 7                              | Zapomniana planeta (2019)   | La Planète oubliée (2000)      | Po polsku tomy ukazały się w jednym wydaniu zbiorczym. |
| 8                              | Klon (2019)                 | Clone (2003)                   | Po polsku tomy ukazały się w jednym wydaniu zbiorczym. |
| 9                              | Przyniesiona wiatrem (2021) | Celle qui vient du vent (2019) |                                                        |
| seria Druuna – Au commencement |                             |                                |                                                        |
| 1                              |                             | Espoirs (2022)                 |                                                        |

## Nagrody
W 1995 Serpieri otrzymał Nagrodę Harveya w kategorii „Najlepsze amerykańskie wydanie w oparciu o materiał zagraniczny” za tom Drapieżna.